# Лауреаты Государственной премии Российской Федерации за 2001 год

## Лауреаты в области литературы и искусства

### В области литературы
За сборник стихотворений «Волнистое стекло»
- Ваншенкин, Константин Яковлевич, поэт.

За роман «Вечера с Петром Великим»
- Даниил Гранин (Герман, Даниил Александрович), прозаик.

### В области архитектуры
За комплекс работ по реставрации и реконструкции в Государственном мемориальном историко-литературном и природно-ландшафтном музее-заповеднике А. С. Пушкина «Михайловское»
- Васильев, Анатолий Тимофеевич, руководитель авторского коллектива, реставратор,
- Чужикова, Ольга Ильинична, архитектор,
- Акименко, Александр Романович, архитектор-реставратор,
- Никитин, Владимир Евгеньевич, архитектор-реставратор,
- Агальцова, Валентина Александровна, ландшафтный архитектор,
- Яриков, Николай Алексеевич, реставратор.

За комплекс работ по реставрации и реконструкции в Государственном музее А. С. Пушкина в Москве
- Боков, Андрей Владимирович, руководитель авторского коллектива, — архитектор.
- Буров, Юрий Германович
- Галанина, Ольга Владимировна, архитектор.
- Иванов, Анатолий Никонорович, архитектор.
- Милеева, Анна Анатольевна, архитектор.
- Носкова, Эмма Евгеньевна, архитектор.
- Медведева, Галина Ефимовна, архитектор-реставратор.
- Островский, Леонид Васильевич, архитектор-реставратор.

### В области дизайна
За театрально-художественную экспозицию «Большой театр в Большом Манеже»
- Бархин, Сергей Михайлович, художественный руководитель.
- Мессерер, Борис Асафович, художник.
- Трофимов, Борис Владимирович, дизайнер.
- Берёзкин, Виктор Иосифович, искусствовед.

За создание и внедрение дизайн-концепции оптико-электронной и оптико-механической продукции открытого акционерного общества «Красногорский завод имени С. А. Зверева»
- Потелов, Владимир Васильевич, руководитель авторского коллектива, — инженер-конструктор.
- Жердев, Евгений Васильевич, дизайнер.
- Рунге, Владимир Фёдорович, дизайнер.
- Рыбникова, Елена Яковлевна, дизайнер.
- Сурова, Елена Анатольевна, дизайнер.
- Щербакова, Надежда Алексеевна, дизайнер.
- Титов, Евгений Иванович, инженер-конструктор.

### В области изобразительного искусства
За работы по произведениям классиков русской литературы: А. С. Пушкина, Н. В. Гоголя, М. Е. Салтыкова-Щедрина, М. А. Булгакова
- Алимов, Сергей Александрович, художник театра и кино.

За живописные произведения «Деревенский цикл»
- Никонов, Павел Фёдорович, художник.

За серию живописных произведений «Мой XX век»
- Ситников, Александр Григорьевич, художник.

### В области киноискусства
За телевизионный многосерийный документальный фильм «Кучугуры и окрестности»
- Герчиков, Владимир Ермиевич, режиссёр, автор сценария.

За телевизионные многосерийные художественные фильмы «Зимняя вишня», «Что сказал покойник», «Воспоминания о Шерлоке Холмсе»
- Масленников, Игорь Фёдорович, режиссёр-постановщик.

За телевизионный многосерийный художественный фильм «Граница. Таёжный роман»
- Митта, Александр Наумович, режиссёр-постановщик, автор сценария,
- Кудря, Зоя Анатольевна, автор сценария,
- Астахов, Сергей Валентинович, оператор-постановщик,
- Башаров, Марат Алимжанович, исполнитель роли,
- Будина, Ольга Александровна, исполнитель роли,
- Гуськов, Алексей Геннадьевич, исполнитель роли,
- Ефремов, Михаил Олегович, исполнитель роли,
- Литвинова, Рената Муратовна, исполнитель роли,
- Панин, Андрей Владимирович, исполнитель роли,
- Панова, Елена Викторовна, исполнитель роли.

За художественный фильм «Телец»
- Сокуров, Александр Николаевич, режиссёр-постановщик, оператор-постановщик.
- Арабов, Юрий Николаевич, автор сценария.

### В области музыкального искусства
За концертные программы Государственного квартета имени А. П. Бородина, фестиваль «Квартетное искусство»
- Агаронян, Рубен Микаэлович, первая скрипка.
- Абраменков, Андрей Федотович, вторая скрипка.
- Найдин, Игорь Владимирович, альтист.
- Берлинский, Валентин Александрович, виолончелист.

За симфоническую поэму «Петербургские видения», фортепианный концерт «Еврейская рапсодия», Симфониетту, концерт для виолончели с оркестром
- Слонимский, Сергей Михайлович, композитор.

За «Дифирамб в честь С. С. Прокофьева» для симфонического оркестра, симфонию N 4 («Эпитафия») для струнного оркестра и ударных
- Хачатурян, Карэн Суренович, композитор.

### В области театрального искусства
За творческое развитие традиций Е. Вахтангова в спектаклях Государственного академического театра имени Евг. Вахтангова «Дядюшкин сон» по повести Ф. Достоевского, «Сирано де Бержерак» по пьесе Э. Ростана
- Аронова, Мария Валерьевна, исполнитель главной роли.
- Купченко, Ирина Петровна, исполнитель главной роли.
- Суханов, Максим Александрович, исполнитель главной роли.
- Этуш, Владимир Абрамович, исполнитель главной роли.
- Мирзоев, Владимир Владимирович, режиссёр-постановщик.

За спектакли Ульяновского театра драмы «Генрих IV» по пьесе Л. Пиранделло, «Обрыв» по роману И. Гончарова, «Лев зимой» по пьесе Д. Голдмена
- Копылов, Юрий Семёнович, режиссёр-постановщик.
- Шавловский, Станислав Семёнович, художник-постановщик.
- Александров, Борис Владимирович, исполнитель главной роли.
- Шадько, Кларина Ивановна, исполнитель главной роли.
- Шейман, Валерий Сергеевич, исполнитель главной роли.

За роль Фамусова в спектакле Государственного академического Малого театра России «Горе от ума» по пьесе А. Грибоедова
- Соломин, Юрий Мефодьевич, артист.

За спектакли Московского театра «Мастерская Петра Фоменко» «Одна абсолютно счастливая деревня» по повести Б. Вахтина, «Семейное счастие» по повести Л. Толстого, «Война и мир. Начало романа. Сцены» по роману Л. Толстого
- Фоменко, Пётр Наумович, режиссёр-постановщик.
- Максимов, Владимир Геннадьевич, художник-постановщик.
- Данилова, Мария Борисовна, художник по костюмам.
- Агуреева, Полина Владимировна, исполнитель главной роли.
- Бадалов, Карэн Карлосович, исполнитель главной роли.
- Кутепова, Ксения Павловна, исполнитель главной роли.
- Тарамаев, Сергей Иванович, исполнитель главной роли.
- Тюнина, Галина Борисовна, исполнитель главной роли.

### В области просветительской деятельности
За развитие лучших традиций музейного дела в Государственном мемориальном историко-литературном и природно-ландшафтном музее-заповеднике А. С. Пушкина «Михайловское»
- Василевич, Георгий Николаевич
- Гейченко, Семён Степанович (посмертно)
- Козмин, Борис Михайлович
- Коноплев, Юрий Яковлевич
- Соколова, Ольга Альбертовна

За развитие лучших традиций музейного дела в Государственном музее А. С. Пушкина в Москве
- Богатырёв, Евгений Анатольевич
- Крейн, Александр Зиновьевич (посмертно)
- Михайлова, Наталья Ивановна
- Нечаева, Нина Сергеевна
- Розенблюм, Евгений Абрамович (посмертно)

За развитие издательством «Вагриус» лучших традиций российского книгоиздания
- Васильев, Олег Сергеевич (посмертно)
- Григорьев, Владимир Викторович
- Костанян, Алексей Львович
- Макарова, Татьяна Павловна
- Успенский, Глеб Владимирович

За концертные программы фестивалей органной музыки в городах Калининграде, Новосибирске, Твери
- Гродберг, Гарри Яковлевич.

### За произведения для детей и юношества
- За здание Детской школы искусств имени М. А. Балакирева в Москве
  - Шехоян, Каро Сергеевич, руководитель авторского коллектива, архитектор,
  - Жиркова, Татьяна Анатольевна, архитектор,
  - Чупрыгина, Лидия Алексеевна, архитектор,
  - Мещеряков, Виктор Васильевич, инженер-конструктор,
  - Смирнова, Антонина Андреевна, инженер-конструктор.

## Лауреаты в области науки и техники
За создание «Атласа снежно-ледовых ресурсов мира»
- Котляков, Владимир Михайлович, академик, директор Института географии Российской академии наук, руководитель работы.
- Дрейер, Наталия Николаевна, кандидат географических наук, старший научный сотрудник.
- Кренке, Александр Николаевич, доктор географических наук, заведующий лабораторией, — работник того же института;
- Богданова, Эсфирь Гутмановна, кандидат географических наук, главный специалист Главной геофизической обсерватории имени А. И. Воейкова;
- Кравцова, Валентина Ивановна, доктор географических наук, ведущий научный сотрудник Московского государственного университета имени М. В. Ломоносова.

За цикл фундаментальных трудов по энергетической кристаллохимии и теории изоморфной смесимости
- Урусов, Вадим Сергеевич, член-корреспондент Российской академии наук, заведующий кафедрой Московского государственного университета имени М. В. Ломоносова.

За цикл работ «Фундаментальные исследования процессов формирования и свойств гетероструктур с квантовыми точками и создание лазеров на их основе»
- Алфёров, Жорес Иванович, академик, директор Физико-технического института имени А. Ф. Иоффе Российской академии наук.
- Асрян, Левон Володяевич, кандидат физико-математических наук, старший научный сотрудник.
- Копьев, Пётр Сергеевич, доктор физико-математических наук, директор центра.
- Леденцов, Николай Николаевич, член-корреспондент Российской академии наук, главный научный сотрудник.
- Сурис, Роберт Арнольдович, член-корреспондент Российской академии наук, заведующий сектором.
- Устинов, Виктор Михайлович, доктор физико-математических наук, ведущий научный сотрудник.
- Щукин, Виталий Александрович, доктор физико-математических наук, ведущий научный сотрудник, — работник того же института;
- Бимберг, Дитер, профессор, директор Института физики твердого тела Технического университета Берлина.

За комплекс исследований ЦАГИ по аэродинамике, устойчивости, управляемости магистральных самолетов нового поколения, послуживших основой создания высокоэффективного парка гражданской авиации
- Бюшгенс, Георгий Сергеевич, академик, советник дирекции Центрального аэрогидродинамического института имени профессора Н. Е. Жуковского, руководитель работы.
- Баринов, Владимир Акиндинович, доктор технических наук, начальник сектора.
- Дмитриев, Владимир Григорьевич, доктор технических наук, директор.
- Живов, Юрий Григорьевич, кандидат технических наук, начальник отдела.
- Климин, Александр Владимирович, кандидат технических наук, начальник сектора.
- Микеладзе, Виталий Георгиевич, доктор технических наук, главный научный сотрудник.
- Павловец, Геннадий Андреевич, доктор технических наук, первый заместитель директора.
- Шелюхин, Юрий Фёдорович, кандидат технических наук, начальник отделения, — работник того же института.

За работу «Конъюгированные полимерсубъединичные иммуногены и вакцины»
- Атауллаханов, Равшан Иноятович, доктор медицинских наук, заведующий отделом государственного предприятия «Институт иммунологии Федерального управления медико-биологических и экстремальных проблем при Министерстве здравоохранения Российской Федерации».
- Некрасов, Аркадий Васильевич, доктор химических наук, заведующий лабораторией.
- Хаитов, Рахим Мусаевич, академик Российской академии медицинских наук, директор, — работник того же предприятия;
- Кабанов, Виктор Александрович, академик, академик-секретарь Отделения общей и технической химии Российской академии наук;
- Петров, Рэм Викторович, академик, советник Российской академии наук.

За цикл работ «Метод электронного охлаждения пучков тяжёлых заряженных частиц»
- Пархомчук, Василий Васильевич, член-корреспондент Российской академии наук, заведующий сектором Института ядерной физики имени Г. И. Будкера Сибирского отделения Российской академии наук.
- Пестриков, Дмитрий Васильевич, доктор физико-математических наук, ведущий научный сотрудник.
- Салимов, Рустам Абельевич, доктор технических наук, заведующий лабораторией.
- Скринский, Александр Николаевич, академик, директор.
- Сухина, Борис Николаевич, доктор технических наук, ведущий научный сотрудник, — работник того же института;
- Диканский, Николай Сергеевич, член-корреспондент Российской академии наук, ректор Новосибирского государственного университета;
- Мешков, Игорь Николаевич, член-корреспондент Российской академии наук, главный инженер Объединённого института ядерных исследований;
- Будкер, Герш Ицкович, академик (посмертно).

За создание серии высокоэффективных взрывопожаробезопасных турбогенераторов с полным водяным охлаждением для тепловых и атомных электростанций
- Кади-Оглы, Ибрагим Ахмедович, кандидат технических наук, главный конструктор по проектированию турбогенераторов акционерного общества «Электросила», руководитель работы.
- Ваксер, Борис Давидович, кандидат технических наук, начальник бюро центральной заводской лаборатории.
- Иогансен, Вадим Игоревич, кандидат технических наук, начальник бюро расчетов отдела турбогенераторов.
- Чернявский, Владимир Павлович, ведущий инженер-конструктор отдела турбогенераторов, — работник того же акционерного общества;
- Брагин, Валентин Борисович, генеральный директор открытого акционерного общества «Пермская ГРЭС»;
- Глебов, Игорь Алексеевич, академик, главный научный сотрудник федерального государственного унитарного предприятия «Научно-исследовательский институт электромашиностроения»;
- Шумилов, Тимофей Иванович, кандидат технических наук, заместитель генерального директора закрытого акционерного общества «ТАСС — Телеком»;
- Шапиро, Арон Бениаминович, кандидат технических наук (посмертно).

За монографию «Железорудная база России»
- Орлов, Виктор Петрович, доктор экономических наук, президент Российского геологического общества, руководитель работы;
- Голивкин, Николай Иванович, кандидат геолого-минералогических наук, ведущий научный сотрудник федерального государственного унитарного предприятия «Всероссийский научно-исследовательский институт минерального сырья имени Н. М. Фёдоровского».
- Дмитриев, Николай Александрович, кандидат геолого-минералогических наук, старший научный сотрудник.
- Колибаба, Владимир Лаврентьевич, кандидат технических наук, ведущий научный сотрудник.
- Медведовский, Сергей Яковлевич, старший научный сотрудник, — работник того же предприятия;
- Евстрахин, Вениамин Андреевич, доктор геолого-минералогических наук, ведущий научный сотрудник Всероссийского научно-исследовательского института экономики минерального сырья и недропользования Министерства природных ресурсов Российской Федерации и Российской академии наук;
- Кассандров, Эрнест Григорьевич, кандидат геолого-минералогических наук, заведующий отделом федерального государственного унитарного предприятия «Сибирский научно-исследовательский институт геологии, геофизики и минерального сырья»;
- Веригин, Михаил Иванович, кандидат геолого-минералогических наук (посмертно).

За работу «Химия соединений низкокоординированных кремния, германия, олова»
- Нефёдов, Олег Матвеевич, академик, заведующий лабораторией Института органической химии имени Н. Д. Зелинского Российской академии наук, руководитель работы.
- Егоров, Михаил Петрович, член-корреспондент Российской академии наук, главный научный сотрудник.
- Колесников, Станислав Петрович, доктор химических наук, заведующий лабораторией.
- Хабашеску, Валерий Николаевич, доктор химических наук, ведущий научный сотрудник, — работник того же института;
- Мальцев, Андрей Константинович, кандидат химических наук (посмертно).

За цикл работ из серии «Памятники фольклора народов Сибири и Дальнего Востока» (разработка концепции академического издания и её реализация в выпущенных в свет 18 томах)
- Алексеев, Николай Алексеевич, доктор исторических наук, заведующий сектором Института филологии Объединённого института истории, филологии и философии Сибирского отделения Российской академии наук.
- Кузьмина, Евгения Николаевна, кандидат филологических наук, ведущий научный сотрудник.
- Рожнова, Светлана Павловна, старший научный сотрудник, — работник того же института;
- Гацак, Виктор Михайлович, член-корреспондент Российской академии наук, заведующий отделом Института мировой литературы имени А. М. Горького Российской академии наук;
- Деревянко, Анатолий Пантелеевич, академик, директор Института археологии и этнографии Сибирского отделения Российской академии наук;
- Мыреева, Анна Николаевна, кандидат филологических наук, старший научный сотрудник Института проблем малочисленных народов Севера Сибирского отделения Российской академии наук;
- Тулохонов, Михаил Иннокентьевич, доктор филологических наук, заведующий отделом Института монголоведения, буддологии и тибетологии Сибирского отделения Российской академии наук;
- Соктоев, Александр Бадмаевич, член-корреспондент Российской академии наук (посмертно).

За работу «Агрофизиологические основы действия микроэлементов и решение проблемы обеспечения ими агропромышленного комплекса»
- Крылов, Евгений Алексеевич, доктор химических наук, заведующий лабораторией Научно-исследовательского института химии Нижегородского государственного университета имени Н. И. Лобачевского;
- Георгиевский, Валерий Иванович, член-корреспондент Российской академии сельскохозяйственных наук, профессор Московской сельскохозяйственной академии имени К. А. Тимирязева.
- Ягодин, Борис Алексеевич, академик Российской академии сельскохозяйственных наук, заведующий кафедрой той же академии;
- Косариков, Александр Николаевич, доктор экономических наук, депутату Государственной Думы Федерального Собрания Российской Федерации, заместитель председателя Комитета Государственной Думы по экологии;
- Тучемский, Лев Ипполитович, доктор сельскохозяйственных наук, директор государственного унитарного предприятия "Племенной птицеводческий завод «Смена»;
- Шафронов, Олег Дмитриевич, кандидат сельскохозяйственных наук, директор Государственного центра агрохимической службы «Нижегородский»;
- Шлямов, Александр Робертович, директор закрытого акционерного общества «АГНИ»;
- Рабинович, Израиль Бениаминович, доктор химических наук (посмертно).

За цикл работ «Динамические контактные задачи механики сплошных сред»
- Бабешко, Владимир Андреевич, академик, ректор Кубанского государственного университета, руководитель работы.
- Глушков, Евгений Викторович, доктор физико-математических наук, профессор.
- Пряхина, Ольга Донатовна, доктор физико-математических наук, ведущий научный сотрудник, — работник того же университета;
- Александров, Виктор Михайлович, доктор физико-математических наук, заведующий лабораторией Института проблем механики Российской академии наук;
- Горшков, Анатолий Герасимович, доктор физико-математических наук, декан факультета Московского государственного авиационного института (технического университета).
- Медведский, Александр Леонидович, кандидат физико-математических наук, доцент того же института.
- Тарлаковский, Дмитрий Валентинович, доктор физико-математических наук, профессор, — сотрудник того же института.

За работу «Хирургическое лечение сочетанных сердечно-сосудистых и онкологических заболеваний»
- Акчурин, Ренат Сулейманович, академик Российской академии медицинских наук, руководитель отдела Института клинической кардиологии имени А. Л. Мясникова Российского кардиологического научно-производственного комплекса, руководитель работы.
- Бранд, Яков Бениаминович, доктор медицинских наук, ведущий научный сотрудник.
- Долгов, Игорь Маратович, кандидат медицинских наук, врач-хирург.
- Лепилин, Михаил Григорьевич, доктор медицинских наук, руководитель лаборатории.
- Ширяев, Андрей Андреевич, доктор медицинских наук, ведущий научный сотрудник, — работник того же института;
- Буйденк, Юрий Владимирович, кандидат медицинских наук, ведущий научный сотрудник Научно-исследовательского института клинической онкологии Российского онкологического научного центра имени Н. Н. Блохина Российской академии медицинских наук.
- Давыдов, Михаил Иванович, член-корреспондент Российской академии медицинских наук, директор.
- Полоцкий, Борис Евсеевич, доктор медицинских наук, ведущий научный сотрудник, — работник того же института.

За клиническую разработку и внедрение в медицинскую практику новых эффективных методов лекарственной терапии злокачественных опухолей
- Бычков, Марк Борисович, доктор медицинских наук, ведущий научный сотрудник Российского онкологического научного центра имени Н. Н. Блохина Российской академии медицинских наук.
- Гарин, Август Михайлович, доктор медицинских наук, заведующий отделением.
- Горбунова, Вера Андреевна, доктор медицинских наук, заведующая отделением.
- Личиницер, Михаил Романович, доктор медицинских наук, заведующий отделением.
- Переводчикова, Наталия Иннокентьевна, доктор медицинских наук, ведущий научный сотрудник.
- Толокнов, Борис Олегович, доктор медицинских наук, ведущий научный сотрудник.
- Тюляндин, Сергей Алексеевич, доктор медицинских наук, главный научный сотрудник, — работник того же центра;
- Гершанович, Михаил Лазаревич, доктор медицинских наук, руководитель отдела Научно-исследовательского института онкологии имени профессора Н. Н. Петрова.

За цикл работ «Дифференциальные уравнения с мероморфными коэффициентами»
- Болибрух, Андрей Андреевич, академик, заместитель директора по научной работе Математического института имени В. А. Стеклова Российской академии наук.

За разработку научных основ и новых технологий биоконверсии органического сырья на предприятиях агропромышленного комплекса
- Ковалёв, Николай Георгиевич, доктор технических наук, директор государственного научно-исследовательского учреждения «Всероссийский научно-исследовательский институт сельскохозяйственного использования мелиорированных земель Российской академии сельскохозяйственных наук», руководитель работы.
- Кравцов, Виктор Андреевич, ведущий инженер-механик.
- Малинин, Борис Михайлович, кандидат сельскохозяйственных наук, заведующий отделом.
- Озолин, Виталий Евгеньевич, кандидат биологических наук, старший научный сотрудник.
- Рабинович, Галина Юрьевна, доктор биологических наук, заведующая отделом.
- Смирнов, Альберт Александрович, кандидат экономических наук, заместитель директора по научной работе, — работник того же учреждения;
- Диченский, Владимир Тимофеевич, главный агроном государственного унитарного предприятия опытно-производственного хозяйства «Заветы Ленина»;
- Елизаров, Евгений Степанович, доктор сельскохозяйственных наук, директор государственного унитарного предприятия племенного птицеводческого завода «Конкурсный» межрегионального научно-технического центра «Племптица» Российской академии сельскохозяйственных наук.

За работу «Управление движением при сенсорных нарушениях в условиях микрогравитации и информационное обеспечение максиминного контроля качества визуальной стабилизации космических объектов»
- Садовничий, Виктор Антонович, академик, ректор Московского государственного университета имени М. В. Ломоносова, руководитель работы.
- Александров, Владимир Васильевич, доктор физико-математических наук, профессор того же университета.
- Лемак, Степан Степанович, кандидат физико-математических наук, ведущий научный сотрудник, — работник того же университета;
- Григорьев, Анатолий Иванович, академик, директор Государственного научного центра Российской Федерации — Института медико-биологических проблем Российской академии наук.
- Козловская, Инеса Бенедиктовна, член-корреспондент Российской академии наук, заведующая отделом.
- Корнилова, Людмила Николаевна, доктор медицинских наук, заведующая сектором, — работник того же центра;
- Воронин, Леонид Иосифович, доктор медицинских наук, ведущий научный сотрудник Российского государственного научно-исследовательского испытательного центра подготовки космонавтов имени Ю. А. Гагарина.
- Климук, Пётр Ильич, доктор технических наук, начальник того же центра.

За разработку фундаментальных основ клинического применения и внедрение методов лазерной флюоресценции для экспресс-мониторинговой диагностики, оценки эффективности лечения и прогнозирования течения заболевания у больных с гнойной инфекцией и дисбиозами
- Бажанов, Николай Николаевич, академик Российской академии медицинских наук, заведующий кафедрой Московской медицинской академии имени И. М. Сеченова, руководитель работы.
- Александров, Михаил Тимофеевич, доктор медицинских наук, профессор.
- Воробьёв, Анатолий Андреевич, академик Российской академии медицинских наук, заведующий кафедрой.
- Пашков, Евгений Петрович, кандидат медицинских наук, доцент, — работник той же академии.

За работу «Синтез материалов для волоконной оптики плазмохимическим осаждением в СВЧ-разрядах»
- Бирюков, Александр Сергеевич, доктор физико-математических наук, ведущий научный сотрудник Научного центра волоконной оптики при Институте общей физики Российской академии наук.
- Голант, Константин Михайлович, доктор физико-математических наук, заведующий лабораторией.
- Томашук, Александр Леонидович, кандидат физико-математических наук, старший научный сотрудник.
- Храпко, Ростислав Радиевич, кандидат физико-математических наук, научный сотрудник, — работник того же центра;
- Блинов, Леонид Михайлович, кандидат технических наук, заведующий лабораторией Института радиотехники и электроники Российской академии наук;
- Попов, Сергей Артемьевич, главный технолог Института химии силикатов имени И. В. Гребенщикова Российской академии наук.
- Черемисин, Иван Иванович, кандидат химических наук, заведующий лабораторией того же института.

За цикл работ «Электронные и атомные процессы на поверхности твердых тел»
- Акципетров, Олег Андреевич, доктор физико-математических наук, доцент Московского государственного университета имени М. В. Ломоносова.
- Кашкаров, Павел Константинович, доктор физико-математических наук, заведующий кафедрой.
- Панов, Владимир Иванович, доктор физико-математических наук, профессор, — работник того же университета;
- Аристов, Виктор Юрьевич, кандидат физико-математических наук, старший научный сотрудник Института физики твердого тела Российской академии наук.
- Ионов, Андрей Михайлович, кандидат физико-математических наук, старший научный сотрудник того же института;
- Лифшиц, Виктор Григорьевич, член-корреспондент Российской академии наук, заведующий центром Института автоматики и процессов управления Дальневосточного отделения Российской академии наук;
- Овсюк, Виктор Николаевич, доктор физико-математических наук, заместитель директора по научной работе Института физики полупроводников Объединённого института физики полупроводников Сибирского отделения Российской академии наук.

За монографию «Вирусные болезни животных»
- Самуйленко, Анатолий Яковлевич, член-корреспондент Российской академии сельскохозяйственных наук, директор государственного учреждения «Всероссийский научно-исследовательский и технологический институт биологической промышленности Российской академии сельскохозяйственных наук».
- Соловьёв, Борис Васильевич, кандидат ветеринарных наук, заведующий отделом того же учреждения;
- Сюрин, Василий Николаевич, академик Российской академии сельскохозяйственных наук, профессор Московской государственной академии ветеринарной медицины и биотехнологии имени К. И. Скрябина.
- Фомина, Наталья Васильевна, доктор биологических наук, профессор той же академии.

За цикл трудов «Социально-экономические отношения раннесредневекового Ближнего Востока и история раннего ислама»
- Большаков, Олег Георгиевич, доктор исторических наук, главный научный сотрудник Санкт-Петербургского филиала Института востоковедения Российской академии наук.

За создание и освоение производства вагонов метрополитена «Яуза» как базовой конструкции рельсового подвижного состава нового поколения для транспортных комплексов городов
- Масютин, Юрий Иванович, машинист-инструктор государственного предприятия «Московский метрополитен»;
- Грицаев, Алексей Иванович, главный конструктор закрытого акционерного общества «Метровагонмаш».
- Колесин, Алексей Юрьевич, заместитель главного конструктора.
- Федькин, Сергей Владимирович, заместитель главного конструктора, — работник того же акционерного общества;
- Матюшин, Владимир Алексеевич, кандидат технических наук, руководитель Регистра сертификации на федеральном железнодорожном транспорте Министерства путей сообщения Российской Федерации;
- Медуницин, Николай Борисович, начальник научно-исследовательского отдела, главный конструктор государственного предприятия «Научно-исследовательский институт приборостроения имени В. В. Тихомирова»;
- Скибинский, Валерий Александрович, кандидат технических наук, главный конструктор открытого акционерного общества "Акционерная электротехническая компания «Динамо».

За разработку, изготовление и внедрение наукоемких изделий из карбида кремния для технологического оборудования микроэлектроники и энергетических объектов высоких технологий
- Бабаянц, Геннадий Иванович, кандидат технических наук, директор отделения "Научно-технологический комплекс «Керамика — Луч» Государственного научно-исследовательского института "Научно-производственное объединение «Луч», руководитель работы.
- Вершинин, Пётр Николаевич, главный технолог того же отделения.
- Исаков, Виктор Павлович, доктор технических наук, начальник лаборатории того же института;
- Аполлонов, Виктор Викторович, доктор физико-математических наук, генеральный директор закрытого акционерного общества «Энергомаштехника»;
- Дшхунян, Валерий Леонидович, кандидат технических наук, генеральный директор открытого акционерного общества «Ангстрем»;
- Райнов, Юрий Анатольевич, кандидат технических наук, заместитель генерального директора акционерного общества закрытого типа совместного предприятия «Геолинк»;
- Тычков, Юрий Игоревич, доктор экономических наук, эксперт — советник Министерства Российской Федерации по атомной энергии.

За создание и внедрение экологически безопасного технологического комплекса по обработке и утилизации осадков сточных вод
- Кармазинов, Феликс Владимирович, доктор технических наук, генеральный директор государственного унитарного предприятия «Водоканал Санкт-Петербурга», руководитель работы.
- Большемеников, Яков Абрамович, первый заместитель директора — главный инженер Южного предприятия водоотведения-филиала.
- Пробирский, Михаил Давидович, заместитель генерального директора — директор управления.
- Цветков, Владимир Иосифович, первый заместитель директора — главный инженер Северного предприятия водоотведения-филиала, — работник того же государственного унитарного предприятия;
- Гумен, Сергей Григорьевич, заместитель главы территориального управления Выборгского административного района Санкт-Петербурга;
- Панибратов, Юрий Павлович, доктор экономических наук, ректор Санкт-Петербургского государственного архитектурно-строительного университета.

За теоретические основы создания и внедрение эффективных тепло- и звукоизоляционных материалов
- Борисов, Лев Александрович, доктор технических наук, заведующий лабораторией Научно-исследовательского института строительной физики.
- Киселев, Игорь Яковлевич, кандидат технических наук, заведующий отделом.
- Осипов, Георгий Львович, доктор технических наук, директор, — работник того же института;
- Гурьев, Владимир Владимирович, доктор технических наук, заместитель генерального директора по научной работе закрытого акционерного общества "Научно-производственная фирма «Стройпрогресс — Новый век»;
- Гусев, Борис Владимирович, член-корреспондент Российской академии наук, президент Российской инженерной академии.
- Селиванов, Николай Павлович, доктор технических наук, вице-президент той же академии;
- Руденко, Вячеслав Васильевич, президент некоммерческой организации "Союз «Концерн СТЕПС».

За цикл историко-этнографических работ о народах и религиях мира
- Тишков, Валерий Александрович, доктор исторических наук, директор Института этнологии и антропологии имени Н. Н. Миклухо-Маклая Российской академии наук, руководитель работы.
- Пучков, Павел Иванович, доктор исторических наук, руководитель центра того же института;
- Брук, Соломон Ильич, доктор географических наук (посмертно).

За цикл работ «Функционирование международного права»
- Лукашук, Игорь Иванович, доктор юридических наук, руководитель центра Института государства и права Российской академии наук.

За цикл работ «Функционально-экологические основы изучения, охраны, повышения плодородия почв и рационального использования почвенных ресурсов»
- Добровольский, Глеб Всеволодович, академик, советник ректора Московского государственного университета имени М. В. Ломоносова, руководитель работы.
- Зайдельман, Феликс Рувимович, доктор сельскохозяйственных наук, профессор.
- Звягинцев, Дмитрий Григорьевич, доктор биологических наук, заведующий кафедрой.
- Карпачевский, Лев Оскарович, доктор биологических наук, ведущий научный сотрудник.
- Минеев, Василий Григорьевич, академик Российской академии сельскохозяйственных наук, заведующий кафедрой.
- Никитин, Евгений Дмитриевич, доктор биологических наук, профессор.
- Орлов, Дмитрий Сергеевич, доктор биологических наук, профессор.
- Урусевская, Инга Сергеевна, доктор биологических наук, профессор, — работник того же университета.